# Halimium lasiocalycinum
Halimium lasiocalycinum là một loài thực vật có hoa trong họ Nham mân khôi. Loài này được (Boiss. & Reut.) Grosser ex Engl. mô tả khoa học đầu tiên năm 1921.